# Tetracloruro di zirconio
Il tetracloruro di zirconio è il composto binario con formula ZrCl4. In condizioni normali si presenta come polvere bianca volatile che si idrolizza rapidamente con l'umidità dell'aria. Il composto è disponibile in commercio ed è usato principalmente come catalizzatore in sintesi organica e come precursore per la sintesi di altri composti di zirconio. È inoltre un importante intermedio nella produzione dello zirconio metallico tramite il processo Kroll.

## Struttura
In fase gassosa il tetracloruro di zirconio è presente come molecola ZrCl4 con struttura tetradraedica, analogamente a TiCl4 e HfCl4. Allo stato solido invece il composto ha struttura polimerica con catene di ottaedri distorti connessi tra loro (vedi figura). La stessa struttura polimerica è presente anche nel congenere superiore HfCl4.

## Sintesi
Il tetracloruro di zirconio viene normalmente prodotto trattando zirconia con carbonio e cloro. La reazione va condotta con totale esclusione di aria; la funzione del carbonio è di catturare l'ossigeno:
{\displaystyle {\ce {ZrO2\ +\ 2C\ +\ 2Cl2->[{\text{700 °C}}]ZrCl4\ +\ 2CO}}}
Si può preparare anche facendo reagire zirconio metallico con cloro o cloruro di idrogeno.
Su scala di laboratorio si può usare tetracloruro di carbonio in sostituzione di carbonio e cloro:
{\displaystyle {\ce {ZrO2 \ + \ 2CCl4 -> ZrCl4 \ +\ 2COCl2}}}

## Proprietà
Il tetracloruro di zirconio è molto sensibile all'acqua e va utilizzato in atmosfera priva di umidità. A contatto con aria umida rilascia fumi di acido cloridrico. In acqua reagisce velocemente formando l'ossicloruro e acido cloridrico:
{\displaystyle {\ce {ZrCl4\ +\ H2O->ZrOCl2\ +\ 2HCl}}}
In soluzione basica si forma l'idrossido:
{\displaystyle {\ce {ZrCl4 \ + \ 4NaOH -> Zr(OH)4 \ + \ 4NaCl}}}
Il tetracloruro di zirconio è solubile in etanolo ed etere.
Riscaldato sotto vuoto a 400 °C assieme a cloruro d'ammonio forma esaclorozirconato(IV) d'ammonio, (NH4)2ZrCl6. La formazione di esaclorozirconati avviene anche con cloruri dei metalli alcalini o alcalino-terrosi.

## Applicazioni
Il tetracloruro di zirconio è usato nella fabbricazione degli elettrodi di zirconia delle celle a combustibile, e come materiale di partenza per la sintesi di composti organometallici di zirconio, come ad esempio il dicloruro di zirconocene ZrCl2(C5H5)2, un complesso molto versatile. In sintesi organica il tetracloruro di zirconio è usato come acido di Lewis debole in varie sintesi, tra cui le reazioni di Friedel-Crafts, di Diels-Alder e di ciclizzazione intramolecolare. È inoltre impiegato nella fabbricazione di idrorepellenti per tessuti e altri materiali fibrosi, ed è un importante intermedio nella produzione dello zirconio metallico nel processo Kroll.